# Seznam opatů v Cluny
Seznam opatů clunyjského kláštera.

Znak clunyjského opatství

Opatství bylo založeno roku 909 nebo 910 vévodou Vilémem I. Akvitánským.

## 10. století
- 909-927 : svatý Berno z Cluny
- 927-942 : svatý Odo z Cluny
- 942-954 : Aymard (Aimar) z Cluny
- 954-994 : svatý Majolus z Cluny, koadjutor od r. 948, kdy Aymard oslepl

## 11. století
- 994-1049 : svatý Odilo
- 1049-1109 : svatý Hugo de Semur

## 12. století
- 1109-1122 : Pons de Melgueil
- 1122-1122 : Hugo II.
- 1122-1157 : Pierre de Montboissier = blahoslavený Petr Ctihodný
- 1158-1163 : Hugo III.
- 1163-1173 : Etienne I.
- 1173-1176 : Rodolphe de Sully
- 1176-1177 : Gauthier de Châtillon
- 1177-1179 : Guillaume I.
- 1179-1183 : Thibaud I. de Vermandois
- 1183-1199 : Hugo IV. de Clermont

## 13. století
- 1199-1207 : Hugo V. d'Anjou
- 1207-1215 : Guillaume II. Alsaský
- 1215-1220 : Giraud
- 1220-1228 : Rolland de Hainaut
- 1228-1230 : Barthélemy de Florange
- 1230-1236 : Etienne II.
- 1236-1244 : Hugo VI. de Courtenay
- 1244-1257 : Guillaume III.
- 1257-1270 : Yves I. de Poyson
- 1270-1295 : Yves II. de Chasant
- 1295-1295 : Guillaume IV. d'Igé

## 14. století
- 1295-1308 : Bertrand I. de Colombiers
- 1308-1319 : Henry I. de Faultrière, pak se stal biskupem v Saint-Flour
- 1319-1322 : Raymond I. de Bonn (Born ?)
- 1322-1344 : Pierre II. de Chastelux
- 1344-1347 : Itère de Miremande
- 1347-1351 : Hugo VII.
- 1351- okolo 1361 : Audrouin de La Roche
- 1361-1369 : Simon I. de Brosse
- 1369-1374 : Jean I. du Pin
- 1374-1383 : Jacques I. de Cosan
- 1383-1400 : Jean II. de Cosan

## 15. století
- 1400-1416 : Raymond II. de Cadoène
- 1416-1423 : Robert I. de Chaudesolle
- 1423-1456 : Odo (Eudes II.) de la Périère
- 1456-1485 : Jean de Bourbon

## 16. století
- 1485-1514 : Jacques d'Amboise
- 1514-1518 : Geoffroy d'Amboise
- 1518-1518 : Jean IV. de la Magdeleine
- 1518-1528 : Aimard II. de Boissy
- 1528-1528 : Jacques III. de Roi
- 1528-1549 : Jean IV. de Lorraine
- 1528-1574 : Charles de Lorraine (1524-1574), kardinál de Guise

## 17. století
- 1575-1612 : Claude de Guise
- 1612-1621 : Louis de Lorraine (1575-1621)
- 1622-1635 : Jacques de Vény d'Arbouze
- 1635-1642 : Armand-Jean du Plessis de Richelieu, koadjutor od r. 1627
- 1654-1661 : Jules Mazarin
- 1661-1672 : Renaud d'Este
- 1672-1683 : Henry II. de Beuvron

## 18. století
- 1683-1715 : Emmanuel-Théodose de La Tour d'Auvergne, kardinál de Bouillon
- 1715-1719 : Henri Oswald de La Tour d'Auvergne
- 1747-1757 : Frédéric Jérôme de La Rochefoucauld
- 1757-1790 : Dominique de La Rochefoucauld, poslední opat před zrušením během francouzské revoluce r. 1793

## 20. a 21. století
- 1962-1966 : Lucien-Sidroine Lebrun
- 1966-1987 : Armand Le Bourgeois
- 1987-2006 : Raymond Séguy
- 2006- : Benoît Rivière